# Dewnja (miasto)
Dewnja (bułg. Девня) – miasto w Bułgarii, w obwodzie Warna, siedziba gminy Dewnja. W 2019 roku liczyło 7 727 mieszkańców.